# Rainer Luick
Rainer Luick (* 20. Juli 1956 in Freiburg im Breisgau) ist ein deutscher Biologe und Hochschullehrer. Von 1999 bis 2023 hatte Luick an der Hochschule für Forstwirtschaft Rottenburg die Professur für Natur- und Umweltschutz inne. Bekannt wurde er durch anwendungsbezogene Forschungsprojekte und Publikationen zur Agrar- und Naturschutzpolitik und zur Technikfolgenabschätzung der Energiewende. 

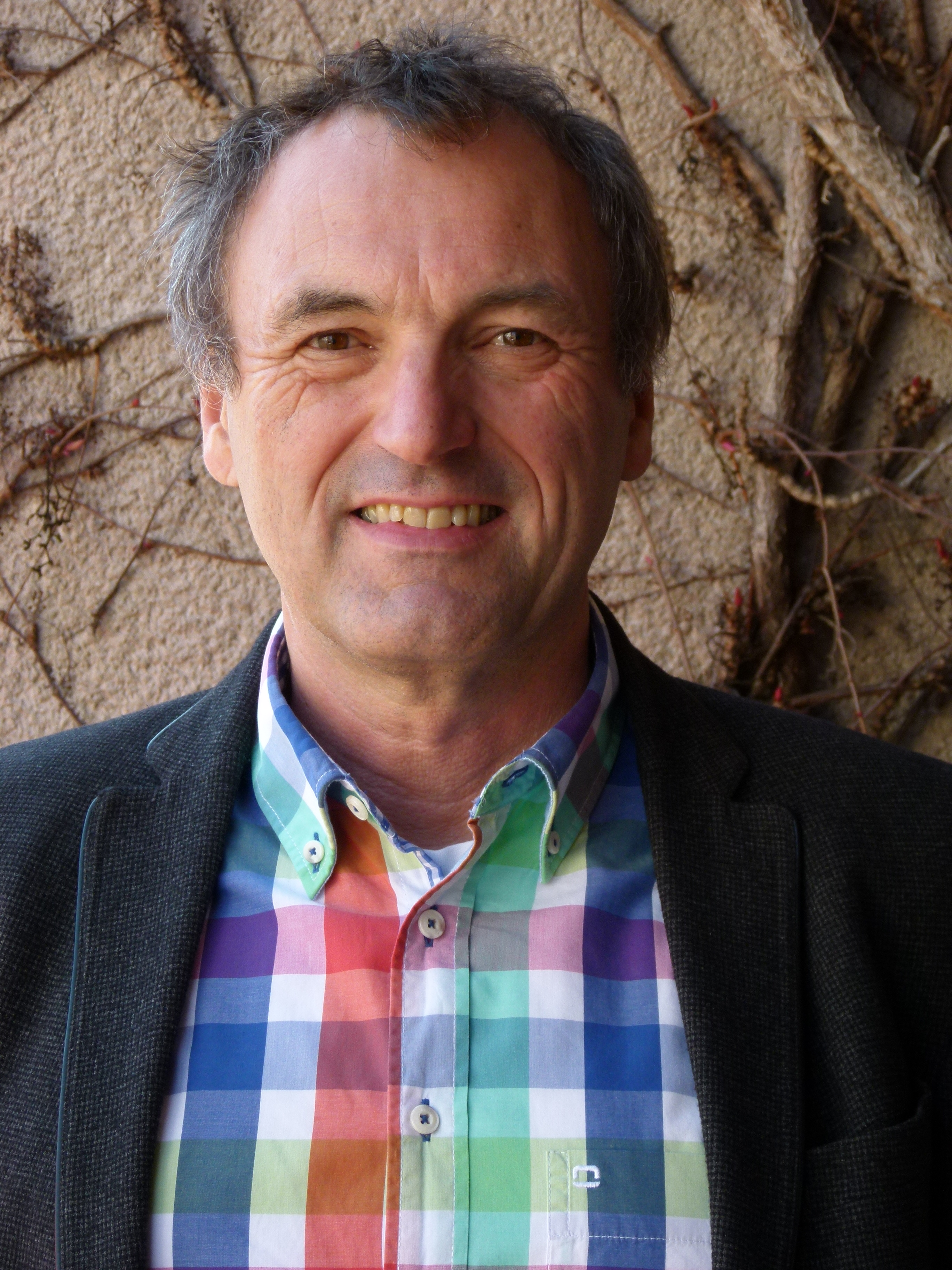
Rainer Luick

## Leben
Rainer Luick absolvierte im elterlichen Betrieb eine Ausbildung zum Gas- und Wasserinstallateur. In den Folgejahren studierte er bis 1985 Biologie und Ethnologie an der Albert-Ludwigs-Universität in Freiburg im Breisgau unterbrochen durch ein Masterstudium (Evolutionsbiologie) an der University of Michigan. Seine Diplomarbeit 1984 „Vegetationskundliche Untersuchungen der Halmfruchtäcker in der südlichen Oberrheinischen Tiefebene“ wurde von Otti Wilmanns betreut.
Nach einer Beschäftigung als Wissenschaftlicher Angestellter bei den Hamburger Wasserwerken promovierte Luick von 1991 bis 1994 an der Universität Hohenheim in einem Forschungsprojekt, das sich mit Fragen zur Renaturierung von Maisäckern auf grundwasserbeeinflussten Böden beschäftigte. Bis 1999 arbeitete Luick am Institut für Landschaftsökologie und Naturschutz Singen.
Luick ist auch Ethikbeauftragter seiner Hochschule. Er ist Gutachter in einigen nationalen Forschungsprogrammen, z. B. ist er seit 2003 Mitglied im Beirat für Naturschutz am Umweltministerium Baden-Württemberg. Von 1994 bis 2010 war Luick Executive Member und Director des European Forum on Nature Conservation and Pastoralism.
Luick ist seit 2015 Aufsichtsratsvorsitzender der Singener Solarcomplex AG und Mitglied des Kreistags Konstanz.
Luick ist verheiratet und hat zwei Kinder.

## Forschung
Die wissenschaftliche Arbeit von Luick hat einen starken Anwendungsbezug. Langjährige Forschungsfelder sind die Gestaltung und Auswirkung der EU-Agrarpolitik und der Naturschutzpolitik auf die Biodiversität sowie die Wirkung von Weidetieren bzw. Beweidung auf Biozönosen insbesondere des Grünlands. Ein weiterer Fokus seiner Arbeitsgruppe an der Hochschule Rottenburg liegt bei der energetischen Nutzung von Biomasse und der Energiewende. Luick engagierte sich über Jahre auch in Forschungsprojekten in Rumänien, etwa zur Frage nach der Sicherung von Urwäldern und der ökonomischen Aufwertung von Heilkräutern des Grünlandes. Ein Forschungsprojekt zur Schafbeweidung von Weingärten während der Vegetationsperiode, das sein Team gemeinsam mit dem Staatlichen Weinbauinstitut Freiburg konzeptionierte, leistete Pionierarbeit bei der Erforschung und Beschreibung dieser Doppelnutzungsform. Es wurde vielfach auch in nationalen Medien aufgegriffen und 2022 mit dem Ursula-Hudson-Preis von Slow Food ausgezeichnet. Aufgrund seiner als herausragend evaluierten Forschungsaktivität war Luick langjähriges Mitglied im Exzellenzcluster baden-württembergischer Hochschulen.

## Veröffentlichungen (Auswahl)
- R. Luick, K. Hennenberg, C. Leuschner, M. Grossmann, E. Jedicke, N. Schoof, T. Waldenspuhl (2022): Primeval, natural and commercial forests in the context of biodiversity and climate protection — Part 2: The Narrative of the Climate Neutrality of Wood as a Resource. Naturschutz und Landschaftsplanung 54(1), 22-35.
- R. Luick, K. Hennenberg, C. Leuschner, M. Grossmann, E. Jedicke, N. Schoof, T. Waldenspuhl (2021): Primeval, natural and commercial forests in the context biodiversity and climate protection – Part 1: Functions for biodiversity and as carbon sinks and reservoirs. Naturschutz und Landschaftsplanung 53(12), 12-25.
- Rainer Luick, Albert Reif, Erika Schneider, Manfred Grossmann, Ecaterina Fodor: Virgin forests at the heart of Europe : the importance, situation and future of Romania's virgin forests. In: Mitteilungen des Badischen Landesvereins für Naturkunde und Naturschutz, N.F. Band 24. Freiburg i. Br. 2021, S. 1–102, doi:10.6094/BLNN/MITT/24.02, urn:nbn:de:bsz:25-freidok-1943875 (englisch, uni-freiburg.de [abgerufen am 12. April 2021]).
- N. Schoof, A. Reif, N. Luick, E. Jedicke, G. Kämmer, J. Metzner: Der Wolf in Deutschland – Herausforderungen für weidebasierte Tierhaltungen und den praktischen Naturschutz. Naturschutz und Landschaftsplanung 53(1), 10-19.
- N. Schoof, R. Luick, N. Paech: Respekt für das Insekt? Analyse des Aktionsprogramms Insektenschutz der deutschen Bundesregierung unter besonderer Beachtung transformativer Zugänge. Natur und Landschaft 7(95), 316-324.
- N. Schoof, R. Luick, G. Beaufoy, G. Jones, P. Einarsson, J. Ruiz, V. Stefanova, D. Fuchs, T. Windmaißer, H. Hötker, H. Jeromin, H. Nickel, J. Schumacher, M. Ukhanova (2019): Grünlandschutz in Deutschland: Treiber der Biodiversität, Einfluss von Agrarumwelt- und Klimamaßnahmen, Ordnungsrecht, Molkereiwirtschaft und Auswirkungen der Klima- und Energiepolitik. BfN-Skript 539. Bundesamt für Naturschutz, Bonn Bad-Godesberg. 257 S.[7]
- N. Schoof, R. Luick, A. Ackermann, S. Baum, H. Böhner, N. Röder, S. Rudolph, T. Schmidt, H. Hötker, H. Jeromin (2019): Auswirkungen der neuen Rahmenbedingungen der Gemeinsamen Agrarpolitik auf die Grünland-bezogene Biodiversität.  BfN-Skript 540. Bundesamt für Naturschutz, Bonn Bad-Godesberg. 234 S.[8]
- N. Schoof, R. Luick (2018): Pastures and Pastoralism. In: D. Gibson (Hrsg.): Oxford Bibliographies in Ecology. Oxford University Press, New York.[9]
- N. Schoof, R. Luick, H. Nickel, A. Reif, M. Förschler, P. Westrich, E. Reisinger (2018): Biodiversität fördern mit Wilden Weiden in der Vision „Wildnisgebiete“ der Nationalen Strategie zur biologischen Vielfalt. In: Natur und Landschaft 93 (7), 314-322.
- Luick, R. (2013): Extensive land use systems and their significance for safeguarding European cultural and ecological heritage. In: The Prospect Of The 2014 EU Cap Reform. Bulletin UASMV Serie Agriculture 70(1-2)/2013, 5-24, Cluj-Napoca.
- K. Hennenberg, V. Marggraff, R. Luick, S. Stein (2013): Biodiversitätsziele bei der energetischen Waldholznutzung als Beitrag zur Nachhaltigkeit. Bonn. BfN-Skripten 330, 120 S.
- R. Luick (2004): Ecological and socio-economic implications of livestock-keeping systems on extensive grasslands in south-western Germany. Journal of Applied Ecology 35(6): 979 -980.